# Carex multicaulis
Carex multicaulis L.H.Bailey es una especie de planta herbácea de la familia de las ciperáceas.

## Hábitat y distribución
Es nativa de California y el sur de Oregón, donde crece en bosques abiertos y chaparrales. 

## Descripción
Esta juncia rojiza es estrecha y produce racimos de tallos de hasta 50 o 60 centímetros de altura, con pocas hojas enrolladas o dobladas. La inflorescencia es un estrecho grupo de espigas de flores masculinas por encima de un grupo de más redondeado de flores femeninas.

## Taxonomía
Carex multicaulis fue descrita por  Liberty Hyde Bailey y publicado en Botanical Gazette 9(8): 118. 1884.
Etimología
Ver: Carex
multicaulis; epíteto latino  que significa "con varios tallos".
Sinonimia
- Carex distans var. oranensis (Trab.) C.Vicioso (1959).[3][4]